# 小野沢良子
小野沢 良子（おのざわ　りょうこ、1951年1月1日  - ）は、日本の元スピードスケート選手である。長野県北安曇郡池田町出身。東京女子体育大学 を経て三協精機所属。
1972年の札幌オリンピック代表となり500m21位、1000m28位だった。